# Andreas Wachter (Maler)
Andreas Wachter (* 1951 in Chemnitz) ist ein deutscher Maler. Er gilt als Vertreter der mittleren, figur-zentrierten Generation der Leipziger Schule.

## Leben
Wachter absolvierte von 1967 bis 1969 eine Lehre als Schrift- und Plakatmaler und arbeitete anschließend an den Städtischen Theatern Karl-Marx-Stadt. Ab 1972 besuchte er Abendlehrgänge an der Hochschule für Bildende Künste Dresden und in Karl-Marx-Stadt und Oederan. Von 1974 bis 1980 studierte er Malerei an der Hochschule für Grafik und Buchkunst Leipzig bei Hans Mayer-Foreyt, Arno Rink und Volker Stelzmann. Von 1980 bis 1983 hatte er einen Fördervertrag mit der Altenburger Spielkartenfabrik. Von 1984 bis 1986 machte er ein Zusatzstudium an der Hochschule für Grafik und Buchkunst Leipzig.
Wachter ist verheiratet mit der Malerin Christiane Wachter und lebt und arbeitet als freischaffender Künstler in Colditz-Erlln.

## Werke (Auswahl)
- Connewitzer Erinnerungen (1982, Öl, 61 × 84 cm; Lindenau-Museum Altenburg/Thür.)[2]

## Ausstellungen (unvollständig)

### Einzelausstellungen
- 2018: Neuenhaus, Kunstverein Grafschaft Bentheim
- 2018: Neue Bilder, Galerie Irrgang, Leipzig[3], Gestrandet, Galerie Himmel, Dresden[4]
- 2016: GALERIE SUPPER, Baden-Baden[5], Irrlichter, Galerie Himmel, Dresden
- 2015: Galerie Irrgang, Berlin
- 2013: Burg Museum Grünwald, München[6], Randgebiete, Galerie Himmel, Dresden
- 2012: Galerie Irrgang, Leipzig (mit Christiane Wachter)
- 2011: Landesmuseum für Kunst und Kulturgeschichte, Oldenburg, ONE-ARTIST-SHOW, GALERIE SUPPER
- 2010: Kunst und Kultur zu Hohenaschau e.V.[7], Kunstverein Leimen (mit Christiane Wachter)

### Teilnahme an zentralen und wichtigen regionalen Ausstellungen in der Zeit der DDR
- 1972: Karl-Marx-Stadt, Bezirkskunstausstellung
- 1977: Leipzig, Galerie am Sachsenplatz („Ausgewählte Aquarelle von DDR-Künstlern“)
- 1982/1983 und 1987/1988: Dresden, IX. und X. Kunstausstellung der DDR
- 1983/1984: Altenburg/Thür., Lindenau-Museum („Junge Künstler des Bezirks Leipzig“)
- 1984: Berlin, Neue Berliner Galerie im Alten Museum („Junge Künstler DDR“)
- 1984: Italien, Wanderausstellung („La musica nell`arte figurativa“ / Die Musik in der bildenden Kunst; Ausstellung des Zentrums für Kunstausstellungen der DDR)
- 1985: Leipzig, Bezirkskunstausstellung